# Jason & the Scorchers
Jason & The Scorchers es una banda estadounidense formada en Nashville, Tennessee en 1981, pionera del country alternativo y el cowpunk, al ser de los primeros grupos que fusionaron el country con el punk. Fue calificada por la prensa musical como "la gran banda desconocida de los ochenta". Su sonido ha sido definido como "TNT desde Tennessee" o como "Merle Haggard encuentra a los Ramones".

## Historia
Jason Ringenberg, nacido en Illinois, fundó el grupo en 1981, junto a Warner Hodges (guitarra), Jeff Johnson (bajo) y Perry Baggs (batería). Pronto se ganaron una gran reputación en los circuitos del rock underground. La banda fue considerada como una novedad en su feudo de Nashville (Tennessee), debido a su fusión de punk rock y honky tonk, un sonido sin precedentes.
La mezcla entre la música country y el rock and roll no era un concepto nuevo. Músicos innovadores como Gram Parsons, Bob Dylan, The Band, The Byrds, The Rolling Stones o Grateful Dead mezclaron con éxito el country tradicional con el rock'n'roll. De hecho, algunos de los pioneros del rock como Elvis Presley, Jerry Lee Lewis o Carl Perkins ganaron su reputación interpretando rockabilly, un estilo derivado del country. No obstante, alrededor de 1981, la mayor parte de los grupos de country se acercaban al rock'n'roll a través del pop más comercial, como ocurría con los populares Eagles.
El crítico de rock Jimmy Guterman escribió que en 1983, durante un concierto celebrado en "un sótano de un antro de Filadelfia... Jason Ringenberg se balanceaba sobre un desvencijado taburete... y gritó cómo deseaba que su banda sonase. 'Como un servicio religioso', dijo, 'sólo que un poco más sucio'".
Su EP de debut (acreditado a Jason and The Nashville Scorchers), Reckless Country Soul, apareció en 1983, en el sello independiente Praxis. Lo grabaron ellos con sus propios medios, según la filosofía del "hazlo tú mismo". Guterman escribió sobre el EP que "a lo largo de sus cuatro breves e hilarantes canciones la banda es capaz de forjar un sonido como si Joe Strummer arrojase una bola contra el "Grand Ole Opry" [un programa de radio sobre country]. Esto no es una broma".
El EP fue bien recibido, y cuando la discográfica EMI fichó al grupo en 1984, se editaron más copias con canciones extras con el título de Fervor, entre ellas una versión de "Absolutely Sweet Marie" de Bob Dylan). La canción apareció originalmente en el álbum de Dylan Blonde on Blonde (1966 y no apareció en Reckless Country Soul. Fervor cosechó buenas críticas, llegando al puesto n.º 3 de las prestigiosas e influyentes listas "Pazz & Jop" del periódico neoyorquino The Village Voice.
A Fervor le siguieron Lost & Found (1985) y Still Standing (1986), tan bien recibidos y aclamados por la crítica como el anterior (Lost & Found llegó al puesto 22 de las listas "Pazz & Jop"), aunque ninguno de los dos consiguió entrar en las listas de éxitos populares, ya que durante los últimos 80 y los primeros 90, el movimiento neo-tradicional era el más fuerte dentro del country, con lo que no consiguieron ser muy radiados, ni en emisoras de country ni en emisoras de rock (para las primeras sonaban demasiado rock y para las segundas demasado country). Por ello, las ventas se resintieron y en 1987 EMI los expulsó del sello, momento en el que Jeff Johnson dejó la banda.
Después de tres años sin editar material nuevo, apareció Thunder and Fire (1989), en el que giraron hacia el hard rock, notándose el gusto por el metal del guitarrista Warner Hodges. Para este LP contaron con un guitarrista adicional. Las críticas fueron tanto positivas como negativas. Durante una gira en 1990 a Perry Baggs le diagnosticaron diabetes. El grupo decidió "tomarse un descanso".
Después de la ruptura, Ringenberg editó un disco en solitario (One Foot in The Honky Tonk, Capitol, 1992), reorientándose de nuevo hacia el country. Hodges se trasladó a Los Ángeles a trabajar en negocios relacionados con la vídeo-edición. Por otro lado, Johnson se trasladó a Atlanta, mientras que Baggs se quedó en Nashville.
Unos años más tarde, EMI Records contrató a Jimmy Guterman para compilar un CD retrospectivo de los Scorchers. En 1992 apareció Are You Ready for the Country?: The Essential Jason and the Scorchers, Volume 1, que incluía todas las canciones de Fervor, Lost and Found y cinco rarezas (existían planes para editar un segundo volumen, pero nunca se materializaron). El disco se agotó y descatalogó, siendo sustituido por otro recopilatorio más corto y sin rarezas (Both Sides of The Line, 1996)

## Miembros
- Jason Ringenberg: voz y guitarra.
- Warner Hodges: guitarra solista.
- Al Collins: bajo.
- Pontus Snibb: batería.

### Miembros anteriores
- Jeff Johnson (1981-1987): bajo.

## Discografía

### Álbumes
- Fervor (EMI, 1984).
- Lost & Found (EMI, 1985).
- Still Standing (EMI, 1986).
- Thunder and Fire (A&M, 1989).
- Are You Ready For The Country?: The Essential Jason & The Scorchers. Volume 1 (EMI, 1992). Recopilatorio con temas de Fervor, Lost & Found, caras B y rarezas.
- A Blazing Grace (Mammoth, 1995).
- Clear Impetuous Morning (Mammoth, 1996).
- Both Sides of The Line (EMI, 1996). Recopilatorio con material de Fervor y Lost & Found.
- Midnight Roads and Stages Seen (Mammoth, 1998). Disco en directo.
- Rock on Germany (Coragenous Chicken Music, 2001). Diso en directo grabado en Colonia (Alemania) el 23 de junio de 1985. En 1986 apareció como un LP pirata.
- Wildfires & Misfires: Two Decades of Outakes and Rarities (Coragenous Chicken, 2002). Recopilatorio de rarezas y tomas alternativas de sus temas.
- Halcyon Times 2010

### Singles y EP
- Reckless Country Soul (Praxis, 1983). EP. Reeditado en 1996 por la discográfica Mammoth con seis temas extras.
- "Pray for me Mama (I'm a gypsy now)" / "Help There's a fire"(EMI, 1984). 7".
- "Shop it around" (EMI, 1985). 7".
- "White lies" (EMI, 1985). 7".
- "19th nervous breakdown" (EMI, 1986). 7".
- "Golden ball and chain" (EMI, 1986). 7".
- 4 Track EP (A&M, 1989). Contenía "Now that you're mine", "Window town", "Find you" y "Six feet underground".
- "When angels cry" (A&M, 1989). 7".
- "Find you" (A&M, 1989). 7" y CD-single.